# Зловмисник (фільм)
Зловмисник (англ. Malevolence) — американський фільм 1999 року.

## Сюжет
Біллі Боб Джонс, провінційний молодий чоловік, потрапляє до в'язниці в результаті несправедливого вироку після спроби захистити свою сестру. Провівши пів життя за ґратами, Біллі виходить на свободу в неспокійні 60-і і починає заробляти на життя дрібними крадіжками. Після вбивства відомого політика Біллі першим потрапляє під підозру. Його заарештовують знову, і починають використовувати в політичних цілях з метою змові.

## У ролях
| Актор            | Роль                     |
| ---------------- | ------------------------ |
| Джозеф Кортезе   | Біллі Боб Джонс          |
| Майкл Макгрейді  | Джеймс Кларк             |
| Майк Стоун       | Стю Амінь                |
| Том Бауер        | Джим Бредлі              |
| Брайон Джеймс    | начальник в'язниці Вокер |
| Марк Карлтон     | Гек Біллінґс             |
| Тім Томерсон     | містер Вільямс           |
| Алекс Шаклін     | капітан Єтс              |
| Лу Роулз         | Люк Томас                |
| Чарльз Робінсон  | Генрі Вілсон             |
| Сюзанн Снайдер   | Гізер Джонс              |
| Т.Дж. МакІнтерфф | Біллі Боб (6 і 10 років) |
| Корі МакДеніел   | Біллі Боб (21 рік)       |
| Майкл Грін       | Елвін Дабалю             |
| Джулі Енн Джонс  | Бетті Лу                 |
| Кріс Гендрі      | Football Scout 1         |
| Чарльз Мейер     | Football Scout 2         |
| Ренс Говард      | доктор Бернс             |
| Енні О'Доннелл   | міс Логан                |
| Принц Г'юз       | Джамбо                   |